# Aeroporto di Rosario
L'aeroporto internazionale di Rosario-Islas Malvinas (Aeropuerto Internacional Rosario Islas Malvinas in spagnolo) è lo scalo aereo di riferimento della città argentina di Rosario e della sua area metropolitana.
L'aeroporto sorge nel sobborgo di Fisherton, a 13 km a nord-ovest dal centro della città, al confine con il municipio di Funes.

## Storia
Un primo campo di volo fu qui aperto dal locale Aeroclub nel 1940. In seguito alla crescita del traffico aereo, la struttura fu acquisita dal governo della provinciale nel 1968 ed ampliata. Due anni dopo l'aeroporto fu nuovamente riaperto. Otto anni dopo la lunghezza della pista d'atterraggio fu portata a 3.000 metri. 
Nel 1979 la proprietà fu trasferita all'aeronautica militare il cui obbiettivo strategico era aprire lo scalo ai voli internazionali: cosa che avverrà nel 1981.
Il 18 ottobre 1984 l'aeroporto tornò nelle mani della provincia di Santa Fe. A seguito dell'aumento del traffico aereo il 22 marzo 2001 fu approvato un piano di espansione della struttura, diventata ormai obsoleta. La crisi economica che colpì il paese lo stesso anno fece però slittare l'inizio dei lavori. Nel 2004 fu parzialmente aperto al pubblico il nuovo terminal. Due anni dopo tutti gli interventi strutturali erano stati compiuti.
Nonostante una flessione del volume dei passeggeri nei primi anni 2000, l'aeroporto rosarino, a partire dal 2013, ha registrato una notevole crescita dei traffici e dei viaggiatori.
Nel 2019 il governatore della provincia di Santa Fe Miguel Lifschitz ha approvato un nuovo progetto per l'ampliamento dello scalo per un investimento totale di oltre 3 500 000 000 pesos. In particolare sarà costruito un nuovo terminal in grado di accogliere ogni anno tre milioni di passeggeri.